# Беллмонт (Іллінойс)
Беллмонт (англ. Bellmont) — селище (англ. village) в США, в окрузі Вабаш штату Іллінойс. Населення — 247 осіб (2020).

## Географія
Беллмонт розташований за координатами 38°22′59″ пн. ш. 87°54′38″ зх. д. / 38.38306° пн. ш. 87.91056° зх. д. (38.382967, -87.910610).  За даними Бюро перепису населення США в 2010 році селище мало площу 0,83 км², уся площа — суходіл.

## Демографія
Згідно з переписом 2010 року, у селищі мешкало 276 осіб у 110 домогосподарствах у складі 76 родин. Густота населення становила 332 особи/км².  Було 128 помешкань (154/км²).
Расовий склад населення:
| - 97,8 % — білих - 0,7 % — чорних або афроамериканців - 0,4 % — азіатів |

До двох чи більше рас належало 1,1 %. Частка іспаномовних становила 0,4 % від усіх жителів.
За віковим діапазоном населення розподілялося таким чином: 26,1 % — особи молодші 18 років, 57,2 % — особи у віці 18—64 років, 16,7 % — особи у віці 65 років та старші. Медіана віку мешканця становила 38,5 року. На 100 осіб жіночої статі у селищі припадало 110,7 чоловіків;  на 100 жінок у віці від 18 років та старших — 108,2 чоловіків також старших 18 років.
Середній дохід на одне домашнє господарство  становив 41 174 долари США (медіана — 31 875), а середній дохід на одну сім'ю — 49 275 доларів (медіана — 51 094). За межею бідності перебувало 18,8 % осіб, у тому числі 21,2 % дітей у віці до 18 років та 0,0 % осіб у віці 65 років та старших.
Цивільне працевлаштоване населення становило 91 осіб. Основні галузі зайнятості: освіта, охорона здоров'я та соціальна допомога — 23,1 %, науковці, спеціалісти, менеджери — 16,5 %, виробництво — 13,2 %, будівництво — 11,0 %.